# Lista de exoplanetas descobertos em 2011
Esta é uma Lista de exoplanetas descobertos em 2011.
Para exoplanetas detectados apenas pela velocidade radial, o valor da massa é na verdade um limite inferior. (Consulte a massa mínima para obter mais informações)
| Nome                     | Massa (MJ)            | Raio (RJ) | Período (dais)           | Semieixo maior (AU)      | Temp. (K) | Método de descoberta        | Distância (ly) | Massa da estrela-mãe (M☉) | Temperatura da estrela-mãe (K) | Observações |
| ------------------------ | --------------------- | --------- | ------------------------ | ------------------------ | --------- | --------------------------- | -------------- | ------------------------- | ------------------------------ | --- |
| 7 Canis Majoris b        | 1.85                  |           | 735.1                    | 1.758                    |           | Vel. radial                 | 64.65          | 1.34                      | 4826                           | [ 2 ] |
| 82 G. Eridani b          | 0.0085                |           | 18.315                   | 0.1207                   | 660       | Vel. radial                 | 19.57          | 0.7                       | 5401                           | [ 3 ] |
| 82 G. Eridani c          | 0.0076                |           | 40.114                   | 0.2036                   | 508       | Vel. radial                 | 19.57          | 0.7                       | 5401                           | [ 3 ] |
| 82 G. Eridani d          | 0.015                 |           | 90.309                   | 0.3499                   | 388       | Vel. radial                 | 19.57          | 0.7                       | 5401                           | [ 3 ] |
| BD+48 738 b              | 0.91                  |           | 392.6                    | 1.0                      |           | Vel. radial                 | 2910           | 0.74                      | 4414                           | [ 4 ] |
| CFBDSIR J145829+101343 b | 10.5                  |           | 10037.5                  | 2.6                      | 370       | Imagem direta               | 75.34          | 0.02                      | 580                            | Provavelmente anã marrom |
| COCONUTS-2b              | 6.3+1.5 −1.9          |           | 400000000                | 7506+5205 −2060          | 434±9     | Imagem direta               | 35.6           | 0.37±0.02                 | 3406±69                        | Exoplaneta também catalogado como WISEPA J075108.79−763449.6, em 2021, também o exoplaneta com o período orbital mais longo |
| CoRoT-16b                | 0.535                 | 1.17      | 5.35227                  | 0.0618                   | 1086      | Trânsito                    | 2740           | 1.1                       | 5650                           | [ 7 ] |
| CoRoT-17b                | 2.43                  | 1.02      | 3.7681                   | 0.0461                   | 1626      | Trânsito                    | 3001           | 1.04                      | 5740                           | [ 8 ] |
| CoRoT-18b                | 3.47                  | 1.31      | 1.9000693                | 0.0295                   | 1550      | Trânsito                    | 2838           | 0.95                      | 5440                           | [ 9 ] |
| CoRoT-19b                | 1.11                  | 1.29      | 3.89713                  | 0.0518                   | 2000      | Trânsito                    | 2511           | 1.21                      | 6090                           | [ 10 ] |
| CoRoT-20b                | 4.3                   | 0.84      | 9.24285                  | 0.09                     | 1024      | Trânsito                    | 2819           | 1.14                      | 4947                           | [ 11 ] |
| COROT-21b                | 2.26±0.31             | 1.30±0.14 | 2.72474±0.00014          | 0.0417±0.0011            |           | Trânsito                    | 4560±930       | 1.29±0.09                 | 6200±100                       | [ 12 ] |
| CoRoT-23b                | 2.8                   | 1.05      | 3.6313                   | 0.048                    | 1660      | Trânsito                    | 1957           | 1.14                      | 5900                           | [ 13 ] |
| Gliese 433 b             | 0.01901               |           | 7.3705                   | 0.062                    |           | Vel. radial                 | 29.58          | 0.48                      | 3461                           | [ 14 ] |
| Gliese 667 Cc            | 0.012                 |           | 28.14                    | 0.125                    |           | Vel. radial                 | 22.18          | 0.33                      | 3350                           | Exoplaneta potencialmente habitável                                                                                         |
| Gliese 785 b             | 0.0532                |           | 74.72                    | 0.32                     | 355       | Vel. radial                 | 28.7           | 0.8                       | 5166                           | [ 3 ] |
| Gliese 785 c             | 0.076                 |           | 525.8                    | 1.18                     | 185       | Vel. radial                 | 28.7           | 0.8                       | 5166                           | [ 3 ] |
| HAT-P-27b                | 0.62                  | 1.02      | 3.039577                 | 0.04                     |           | Trânsito                    | 665.38         | 0.94                      | 5300                           | [ 15 ] |
| HAT-P-28b                | 0.626                 | 1.212     | 3.257215                 | 0.0434                   | 1384      | Trânsito                    | 1288           | 1.02                      | 5680                           | [ 16 ] |
| HAT-P-29b                | 0.88                  | 1.17      | 5.72319                  | 0.0667                   | 1271      | Trânsito                    | 1032           | 1.45                      | 6087                           | Nome próprio Surt |
| HAT-P-30b                | 0.83                  | 1.44      | 2.8106                   | 0.0419                   | 1630      | Trânsito                    | 702.2          | 1.55                      | 6304                           | Descoberta independente |
| HAT-P-31b                | 2.27                  | 1.09      | 5.00542                  | 0.061                    | 1450      | Trânsito                    | 1133           | 1.31                      | 6065                           | Suspeita-se de exoplaneta adicional no sistema.                                                                             |
| HAT-P-32b                | 0.68                  | 1.98      | 2.1500082                | 0.03397                  | 1836      | Trânsito                    | 950.81         | 1.13                      | 6001                           | [ 20 ] |
| HAT-P-33b                | 0.92                  | 1.85      | 3.47447                  | 0.04995                  | 1782      | Trânsito                    | 1306           | 1.82                      | 6446                           | [ 20 ] |
| HD 1461 c                | 0.01759               |           | 13.5052                  | 0.1117                   |           | Vel. radial                 | 76.5           | 1.02                      | 5765                           | Exoplaneta confirmado em 2015                                                                                               |
| HD 1502 b                | 2.75                  |           | 428.5                    | 1.262                    |           | Vel. radial                 | 626.11         | 1.46                      | 4947                           | Nome próprio Indépendance                                                                                                   |
| HD 5891 b                | 7.63                  |           | 177.11                   | 0.64                     |           | Vel. radial                 | 932.02         | 1.93                      | 4673                           | [ 23 ] |
| HD 7199 b                | 0.27                  |           | 615                      | 1.36                     |           | Vel. radial                 | 118.04         | 0.77                      | 5371                           | Nome próprio Hairu |
| HD 7449 A b              | 0.508                 |           | 1255.5                   | 2.38                     |           | Vel. radial                 | 126.26         | 1.05                      | 6024                           | [ 24 ] |
| HD 14651 b               | 47±3.4                |           | 79.4179±0.0021           | 0.361±0.013              |           | Vel. radial                 | 127            | 0.96±0.03                 | 5491±26                        | Anã marrom ou estrela |
| HD 18742 b               | 3.4                   |           | 766                      | 1.82                     |           | Vel. radial                 | 532.86         | 1.36                      | 4940                           | Nome próprio Bagan |
| HD 20003 b               | 0.0378±0.0031         |           | 11.849±0.003             | 0.0974±0.0016            |           | Vel. radial                 | 136.6±0.2      | 0.942±0.046               | 5510+48 −137                   | [ 21 ] |
| HD 20003 c               | 0.0422±0.0040         |           | 33.823±0.065             | 0.1961±0.0032            |           | Vel. radial                 | 136.6±0.2      | 0.942±0.046               | 5510+48 −137                   | [ 21 ] |
| HD 20781 b               | 0.0334+0.0038 −0.0037 |           | 29.158+0.0102 −0.01      | 0.1647+0.0076 −0.0083    |           | Vel. radial                 | 115.36±4.4     | 0.7                       | 5256±29                        | [ 21 ] |
| HD 20781 c               | 0.0442±0.0049         |           | 85.5073+0.0983 −0.0947   | 0.3374+0.0155 −0.017     |           | Vel. radial                 | 115.36±4.4     | 0.7                       | 5256±29                        | [ 21 ] |
| HD 21693 b               | 0.0259+0.0034 −0.0033 | 0.1976    | 22.6786+0.0085 −0.0087   | 0.1455+0.0058 −0.0063    |           | Vel. radial                 | 105.61±1.66    | 0.8                       | 5430±26                        | Confirmado em 2017. |
| HD 21693 c               | 0.0547±0.0056         |           | 53.7357+0.0312 −0.0309   | 0.2586+0.0103 −0.0113    |           | Vel. radial                 | 105.61±1.66    | 0.8                       | 5430±26                        | Confirmado em 2017. |
| HD 22781 b               | 13.65                 |           | 528.07                   | 1.167                    |           | Vel. radial                 | 106.43         | 0.75                      | 5027                           | [ 25 ] |
| HD 28678 b               | 1.542                 |           | 380.2                    | 1.18                     |           | Vel. radial                 | 622.72         | 1.53                      | 4972                           | Nome próprio Tassili |
| HD 30246 b               | 55.1+20.3 −8.2        |           | 990.7±5.6                | 2.012±0.069              |           | Vel. radial                 | 160            | 1.05±0.04                 | 5833±44                        | Anã marrom ou estrela |
| HD 30856 b               | 1.547                 |           | 847                      | 1.85                     |           | Vel. radial                 | 429.56         | 1.17                      | 4895                           | Nome próprio Nakanbé |
| HD 31527 b               | 0.0329±0.0028         |           | 16.5535+0.0034 −0.0035   | 0.1254+0.0041 −0.0045    |           | Vel. radial                 | 125.8±2.9      | 0.96                      | 5898±13                        | Confirmado em 2017. |
| HD 31527 c               | 0.0445±0.0040.0039    |           | 51.2053+0.0373 −0.0368   | 0.2663+0.0088 −0.0095    |           | Vel. radial                 | 125.8±2.9      | 0.96                      | 5898±13                        | Confirmado em 2017. |
| HD 31527 d               | 0.0372+0.0053 −0.0052 |           | 271.6737+2.1135 −2.2471  | 0.8098+0.0273 −0.0293    |           | Vel. radial                 | 125.8±2.9      | 0.96                      | 5898±13                        | Confirmado em 2017. |
| HD 33142 b               | 1.385                 |           | 326                      | 1.07                     |           | Vel. radial                 | 397.27         | 1.41                      | 4978                           | [ 23 ] |
| HD 39194 b               | 0.0126                |           | 5.63                     | 0.056±0.001              |           | Vel. radial                 | 71.43          | 0.67±0.04                 | 5205±23                        | Confirmado em 2017 e 2021.                                                                                                  |
| HD 39194 c               | 0.0198                |           | 14.03                    | 0.103±0.002              |           | Vel. radial                 | 71.43          | 0.67±0.04                 | 5205±23                        | Confirmado em 2017 e 2021.                                                                                                  |
| HD 39194 d               | 0.0126                |           | 33.91                    | 0.185±0.033              |           | Vel. radial                 | 71.43          | 0.67±0.04                 | 5205±23                        | Confirmado em 2017 e 2021.                                                                                                  |
| HD 45184 b               | 0.0384+0.0033 −0.0032 |           | 5.8854±0.0003            | 0.0644+0.002 −0.0021     |           | Vel. radial                 | 71.36±0.62     | 1.03                      | 5869±14                        | Confirmado em 2017. |
| HD 51608 b               | 0.0402+0.0038 −0.0037 |           | 14.0726±0.0016           | 0.1059+0.0043 −0.0046    |           | Vel. radial                 | 113.6±2.02     | 0.8                       | 5358±22                        | Confirmado em 2017. |
| HD 51608 c               | 0.045+0.0051 −0.0048  |           | 95.9446+0.1555 −0.1366   | 0.3809+0.0153 −0.0164    |           | Vel. radial                 | 113.6±2.02     | 0.8                       | 5358±22                        | Confirmado em 2017. |
| HD 82886 b               | 2.33                  |           | 705                      | 1.58                     |           | Vel. radial                 | 415.93         | 2.53                      | 4953                           | Nome próprio Arber |
| HD 85512 b               | 0.01                  |           | 58.43                    | 0.26                     | 298       | Vel. radial                 | 36.79          | 0.43                      | 4300                           | [ 3 ] |
| HD 93385 Ac              | 0.0223                |           | 13.18                    | 0.112±0.002              |           | Vel. radial                 | 141.6±0.2      | 1.04±0.01                 | 5823±35                        | Originalmente exoplaneta HD 93385 b, confirmado em 2017, renomeado em 2021                                                  |
| HD 93385 Ad              | 0.0274                |           | 45.84                    | 0.2565±0.0043            |           | Vel. radial                 | 141.6±0.2      | 1.04±0.01                 | 5823±35                        | Originalmente exoplaneta HD 93385 c, confirmado em 2017, renomeado em 2021.                                                 |
| HD 96063 b               | 1.27                  |           | 362.5                    | 1.11                     |           | Vel. radial                 | 458.66         | 1.37                      | 5020                           | Nome próprio Ramajay |
| HD 96127 b               | 20.96                 |           | 647.3                    | 1.42                     |           | Vel. radial                 | 1949           | 10.94                     | 3943                           | Provavelmente não é um exoplaneta, mas uma estrela                                                                          |
| HD 96700 b               | 0.0280                |           | 8.12                     | 0.0777±0.0013            |           | Vel. radial                 | 84±1           | 0.89±0.01                 | 5845±13                        | Exoplaneta não confirmado entre as órbitas b e c                                                                            |
| HD 96700 c               | 0.0400                |           | 103.5                    | 0.424±0.007              |           | Vel. radial                 | 84±1           | 0.89±0.01                 | 5845±13                        | Exoplaneta não confirmado entre as órbitas b e c                                                                            |
| HD 98219 b               | 1.964                 |           | 433.8                    | 1.26                     |           | Vel. radial                 | 372.06         | 1.41                      | 4925                           | Nome próprio Ixbalanqué |
| HD 99706 b               | 1.23                  |           | 841                      | 1.98                     |           | Vel. radial                 | 480.15         | 1.46                      | 4862                           | [ 23 ] |
| HD 100655 b              | 1.61                  |           | 157.57001                | 0.68                     |           | Vel. radial                 | 449.2          | 2.28                      | 4891                           | Nome próprio Sazum |
| HD 102329 b              | 8.16                  |           | 778.1                    | 1.81                     |           | Vel. radial                 | 712.41         | 3.21                      | 4745                           | [ 23 ] |
| HD 106270 b              | 10.13                 |           | 1888                     | 3.34                     |           | Vel. radial                 | 306.79         | 1.39                      | 5509                           | [ 23 ] |
| HD 108863 b              | 2.414                 |           | 437.7                    | 1.32                     |           | Vel. radial                 | 539.87         | 1.59                      | 4878                           | [ 23 ] |
| HD 116029 b              | 1.4                   |           | 670                      | 1.65                     |           | Vel. radial                 | 403.4          | 0.83                      | 4819                           | Mais um planeta no sistema (não confirmado)                                                                                 |
| HD 126525 b              | 0.237±0.002           |           | 960.41+6.19 −6.33        | 1.837±0.010              |           | Vel. radial                 | 124.1+4.3 −4.6 | 0.90±0.01                 | 5638±13                        | [ 21 ] |
| HD 131496 b              | 1.8                   |           | 896                      | 2.01                     |           | Vel. radial                 | 431.65         | 1.34                      | 4846                           | Nome próprio Madriu |
| HD 132563 Bb             | 1.49                  |           | 1544                     | 2.62                     |           | Vel. radial                 | 344.01         | 1.08                      | 6073                           | [ 31 ] |
| HD 134060 b              | 0.0318+0.0025 −0.0024 |           | 3.2696±0.0001            | 0.0444±0.0007            |           | Vel. radial                 | 78.38±0.07     | 1.095                     | 5966±14                        | Órbita excêntrica, confirmada em 2017.                                                                                      |
| HD 134060 c              | 0.0922+0.0139 −0.0133 |           | 1292+48 −44              | 2.226±0.051              |           | Vel. radial                 | 78.38±0.07     | 1.095                     | 5966±14                        | Confirmado em 2017. |
| HD 134606 b              | 0.0292±0.0030         |           | 12.083±0.010             | 0.1023±0.0017            |           | Vel. radial                 | 87.45±0.07     | 0.998±0.024               | 5616±34                        | [ 21 ] |
| HD 134606 c              | 0.0382±0.0053         |           | 59.52±0.17               | 0.2962±0.0049            |           | Vel. radial                 | 87.45±0.07     | 0.998±0.024               | 5616±34                        | [ 21 ] |
| HD 134606 d              | 0.1212±0.0130         |           | 459.3±8.3                | 1.157±0.024              |           | Vel. radial                 | 87.45±0.07     | 0.998±0.024               | 5616±34                        | [ 21 ] |
| HD 137388 b              | 0.2                   |           | 330                      | 0.89                     |           | Vel. radial                 | 132.2          | 0.68                      | 5181                           | Nome próprio Kererū |
| HD 142245 b              | 3.07                  |           | 1299                     | 2.78                     |           | Vel. radial                 | 318.01         | 3.5                       | 4922                           | [ 23 ] |
| HD 152581 b              | 1.869                 |           | 686.5                    | 1.66                     |           | Vel. radial                 | 543.2          | 1.3                       | 5027                           | Nome próprio Ganja |
| HD 156279 b              | 9.88                  |           | 131.05                   | 0.49                     |           | Vel. radial                 | 118.17         | 0.95                      | 5453                           | [ 25 ] |
| HD 158038 b              | 1.53                  |           | 521                      | 1.5                      |           | Vel. radial                 | 310.25         | 1.3                       | 4860                           | [ 23 ] |
| HD 150433 b              | 0.168±0.020           |           | 1096±27                  | 1.930±0.045              |           | Vel. radial                 | 99.36±0.10     |                           |                                | [ 21 ] |
| HD 154088 b              | 0.0208                |           | 18.56±0.01               | 0.134±0.002              |           | Vel. radial                 | 58.2±0.5       | 0.91±0.02                 | 5374±43                        | Confirmado em 2021. |
| HD 157172 b              | 0.12                  |           | 104.84±0.13              | 0.416±0.007              |           | Vel. radial                 | 107.75±0.22    |                           |                                | [ 21 ] |
| HD 163607 b              | 0.7836                |           | 75.2203                  | 0.362                    |           | Vel. radial                 | 221.53         | 1.12                      | 5522                           | [ 32 ] |
| HD 163607 c              | 2.201                 |           | 1272                     | 2.39                     |           | Vel. radial                 | 221.53         | 1.12                      | 5522                           | [ 32 ] |
| HD 164509 b              | 0.443                 |           | 280.17                   | 0.87                     |           | Vel. radial                 | 173.49         | 1.12                      | 5922                           | [ 32 ] |
| HD 189567 b              | 0.0267                |           | 14.3                     | 0.111±0.002              |           | Vel. radial                 | 58.43±0.04     | 0.83±0.01                 | 5726±15                        | Confirmado em 2021, exoplaneta HD 189567 c não confirmado no sistema                                                        |
| HD 192310 c              | 0.076                 |           | 525.8                    | 1.18                     |           | Vel. radial                 | 28.7           | 0.78                      | 5069                           | [ 3 ] |
| HD 204313 c              | 0.0553                |           | 34.905                   | 0.2099                   |           | Vel. radial                 | 154            | 1.02                      | 5776                           | Confirmed in 2015. |
| HD 215152 c              | 0.0054+0.0019 −0.0023 |           | 7.2824+0.0045 −0.0083    | 0.06739+0.00086 −0.00089 |           | Vel. radial                 | 70.48±0.16     | 0.770±0.015               | 4935±76                        | Confirmed in 2018. |
| HD 215152 d              | 0.0088+0.0025 −0.0029 |           | 10.8650+0.0056 −0.0061   | 0.0880+0.0011 −0.0012    |           | Vel. radial                 | 70.48±0.16     | 0.770±0.015               | 4935±76                        | Confirmado em 2018. |
| HD 204941 b              | 0.266                 |           | 1733                     | 2.55                     |           | Vel. radial                 | 93.74          | 0.58                      | 5026                           | [ 24 ] |
| HD 215456 b              | 0.101                 |           | 191.99±0.73              | 0.652±0.011              |           | Vel. radial                 | 129.3±0.2      |                           |                                | [ 21 ] |
| HD 215456 c              | 0.246                 |           | 2277±67                  | 3.394±0.088              |           | Vel. radial                 | 129.3±0.2      |                           |                                | [ 21 ] |
| HD 240237 b              | 15.89                 |           | 745.7                    | 1.92                     |           | Vel. radial                 | 3125           | 8.76                      | 3926                           | [ 4 ] |
| HIP 5158 c               | 15.04                 |           | 9017.76                  | 7.7                      |           | Vel. radial                 | 168.56         | 0.78                      | 4962                           | [ 34 ] |
| HIP 57274 b              | 0.02                  |           | 8.1352                   | 0.07                     |           | Vel. radial                 | 84.41          | 0.29                      | 4510                           | [ 35 ] |
| HIP 57274 c              | 0.40902               |           | 32.03                    | 0.178                    |           | Vel. radial                 | 84.41          | 0.29                      | 4510                           | [ 35 ] |
| HIP 57274 d              | 0.5267                |           | 431.7                    | 1.01                     |           | Vel. radial                 | 84.41          | 0.29                      | 4510                           | [ 35 ] |
| HU Aquarii b             | 5.9                   |           | 2390                     | 3.6                      |           | Tempo                       | 626.89         | 0.88                      | 5952                           | Controverso |
| HU Aquarii c             | 4.5                   |           | 4368                     | 5.4                      |           | Tempo                       | 626.89         | 0.88                      | 5952                           | Controverso |
| Kepler-10b               | 0.0145                | 0.132     | 0.837491                 | 0.0172                   | 2130      | Trânsito                    | 608.3          | 0.91                      | 5708                           | [ 36 ] |
| Kepler-10c               | 0.02319               | 0.207     | 45.2946                  | 0.241                    | 584       | Trânsito                    | 608.3          | 0.91                      | 5708                           | [ 37 ] |
| Kepler-11b               | 0.006                 | 0.161     | 10.3039                  | 0.091                    |           | Trânsito                    | 2148           | 0.96                      | 5663                           | [ 38 ] |
| Kepler-11c               | 0.009                 | 0.256     | 13.0241                  | 0.107                    |           | Trânsito                    | 2148           | 0.96                      | 5663                           | [ 38 ] |
| Kepler-11d               | 0.023                 | 0.278     | 22.6845                  | 0.155                    |           | Trânsito                    | 2148           | 0.96                      | 5663                           | [ 38 ] |
| Kepler-11e               | 0.025                 | 0.374     | 31.9996                  | 0.195                    |           | Trânsito                    | 2148           | 0.96                      | 5663                           | [ 38 ] |
| Kepler-11f               | 0.006                 | 0.222     | 46.6888                  | 0.25                     |           | Trânsito                    | 2148           | 0.96                      | 5663                           | [ 38 ] |
| Kepler-11g               | 0.079                 | 0.297     | 118.3807                 | 0.466                    |           | Trânsito                    | 2148           | 0.96                      | 5663                           | [ 38 ] |
| Kepler-12b               | 0.432                 | 1.754     | 4.4379629                | 0.0553                   | 1480      | Trânsito                    | 2950           | 1.17                      | 5947                           | [ 39 ] |
| Kepler-13b               | 9.28                  | 1.512     | 1.763588                 | 0.03641                  | 2550      | Trânsito                    | 1354           | 1.72                      | 7650                           | [ 40 ] |
| Kepler-14b               | 8.4                   | 1.136     | 6.790123                 | 0.0771                   | 1605      | Trânsito                    | 3196           | 1.51                      | 6395                           | [ 41 ] |
| Kepler-15b               | 0.66                  | 0.96      | 4.942782                 | 0.05714                  | 1251      | Trânsito                    | 2464           | 1.02                      | 5515                           | [ 42 ] |
| Kepler-16b               | 0.333                 | 0.754     | 228.776                  | 0.7048                   |           | Trânsito                    | 245.44         | 0.69                      | 4450                           | [ 43 ] |
| Kepler-17b               | 2.45                  | 1.31      | 1.4857108                | 0.02591                  | 1570      | Trânsito                    | 2609           | 1.16                      | 5781                           | [ 44 ] |
| Kepler-18b               | 0.022                 | 0.178     | 3.504725                 | 0.0447                   |           | Trânsito                    | 1430           | 0.97                      | 5345                           | [ 45 ] |
| Kepler-18c               | 0.054                 | 0.49      | 7.64159                  | 0.0752                   |           | Trânsito                    | 1430           | 0.97                      | 5345                           | [ 45 ] |
| Kepler-18d               | 0.052                 | 0.623     | 14.85888                 | 0.1172                   |           | Trânsito                    | 1430           | 0.97                      | 5345                           | [ 45 ] |
| Kepler-19b               | 0.02643               | 0.197     | 9.28716                  | 0.085                    |           | Trânsito                    | 717.4          | 0.94                      | 5544                           | [ 46 ] |
| Kepler-19c               | 0.04122               |           | 28.731                   |                          |           | Tempo                       | 717.4          | 0.94                      | 5544                           | [ 46 ] |
| Kepler-20b               | 0.03052               | 0.167     | 3.69611525               | 0.0463                   | 1105      | Trânsito                    | 929.18         | 0.95                      | 5495                           | [ 47 ] |
| Kepler-20c               | 0.04012               | 0.272     | 10.85409089              | 0.0949                   | 772       | Trânsito                    | 929.18         | 0.95                      | 5495                           | [ 47 ] |
| Kepler-20d               | 0.03168               | 0.245     | 77.61130017              | 0.3506                   | 401       | Trânsito                    | 929.18         | 0.95                      | 5495                           | [ 47 ] |
| Kepler-20e               | 0.01                  | 0.077     | 6.09852281               | 0.0639                   | 1040      | Trânsito                    | 929.18         | 0.95                      | 5495                           | [ 47 ] |
| Kepler-20f               | 0.045                 | 0.089     | 19.57758478              | 0.1396                   | 705       | Trânsito                    | 929.18         | 0.95                      | 5495                           | [ 47 ] |
| Kepler-21b               | 0.01598               | 0.146     | 2.78578                  | 0.042717                 | 2025      | Trânsito                    | 370            | 1.41                      | 6305                           | [ 48 ] |
| Kepler-22b               | 0.113                 | 0.212     | 289.8623                 | 0.849                    | 262       | Trânsito                    | 619.72         | 0.97                      | 5518                           | Exoplaneta potencialmente habitável                                                                                         |
| Kepler-23b               | 0.8                   | 0.17      | 7.1073                   | 0.075                    |           | Trânsito                    | 2793           | 1.1                       | 5828                           | [ 50 ] |
| Kepler-23c               | 2.7                   | 0.285     | 10.7421                  | 0.099                    |           | Trânsito                    | 2793           | 1.1                       | 5828                           | [ 50 ] |
| Kepler-24b               | 1.6                   | 0.214     | 8.1453                   | 0.08                     |           | Trânsito                    | 3901           | 0.98                      | 5897                           | [ 50 ] |
| Kepler-24c               | 1.6                   | 0.25      | 12.3335                  | 0.106                    |           | Trânsito                    | 3901           | 0.98                      | 5897                           | [ 50 ] |
| Kepler-25b               | 0.0275                | 0.245     | 6.238297                 | 0.068                    |           | Trânsito                    | 798.98         | 1.19                      | 6270                           | [ 51 ] |
| Kepler-25c               | 0.0479                | 0.465     | 12.7207                  | 0.11                     |           | Trânsito                    | 798.98         | 1.19                      | 6270                           | [ 51 ] |
| Kepler-26b               | 0.01611               | 0.248     | 12.28                    | 0.08551                  | 427       | Trânsito                    | 1104           | 0.54                      | 3914                           | [ 51 ] |
| Kepler-26c               | 0.01951               | 0.243     | 17.2559                  | 0.10725                  | 381       | Trânsito                    | 1104           | 0.54                      | 3914                           | [ 51 ] |
| Kepler-27b               | 9.11                  | 0.357     | 15.3348                  | 0.118                    |           | Trânsito                    | 3507           | 0.65                      | 5400                           | [ 51 ] |
| Kepler-27c               | 13.8                  | 0.437     | 31.3309                  | 0.191                    |           | Trânsito                    | 3507           | 0.65                      | 5400                           | [ 51 ] |
| Kepler-28b               | 1.51                  | 0.321     | 5.9123                   | 0.062                    | 583       | Trânsito                    | 1448           | 0.75                      | 4590                           | [ 51 ] |
| Kepler-28c               | 1.36                  | 0.303     | 8.9858                   | 0.081                    | 507       | Trânsito                    | 1448           | 0.75                      | 4590                           | [ 51 ] |
| Kepler-29b               | 0.01419               | 0.299     | 10.3384                  | 0.09                     |           | Trânsito                    | 2779           | 0.98                      | 5701                           | [ 52 ] |
| Kepler-29c               | 0.01259               | 0.28      | 13.2884                  | 0.11                     |           | Trânsito                    | 2779           | 0.98                      | 5701                           | [ 52 ] |
| Kepler-31b               |                       | 0.491     | 20.8613                  | 0.16                     |           | Trânsito                    | 5700           | 1.21                      | 6340                           | [ 53 ] |
| Kepler-31c               | 4.7                   | 0.473     | 42.6318                  | 0.26                     |           | Trânsito                    | 5700           | 1.21                      | 6340                           | [ 53 ] |
| Kepler-32b               | 4.1                   | 0.196     | 5.90124                  | 0.05                     | 530       | Trânsito                    | 1066           | 0.58                      | 3900                           | [ 53 ] |
| Kepler-32c               | 0.5                   | 0.178     | 8.7522                   | 0.09                     | 470       | Trânsito                    | 1066           | 0.58                      | 3900                           | [ 53 ] |
| Kepler-33b               |                       | 0.155     | 5.66793                  | 0.0677                   |           | Trânsito                    | 4086           | 1.29                      | 5904                           | [ 54 ] |
| Kepler-33c               | 0.00123               | 0.285     | 13.17562                 | 0.1189                   |           | Trânsito                    | 4086           | 1.29                      | 5904                           | [ 54 ] |
| Kepler-33d               | 0.0123                | 0.477     | 21.77596                 | 0.1662                   |           | Trânsito                    | 4086           | 1.29                      | 5904                           | [ 54 ] |
| Kepler-33e               | 0.01753               | 0.359     | 31.7844                  | 0.2138                   |           | Trânsito                    | 4086           | 1.29                      | 5904                           | [ 54 ] |
| Kepler-39b               | 20.1                  | 1.24      | 21.08721                 | 0.164                    | 897       | Trânsito                    | 3557           | 1.29                      | 6350                           | Anã marrom |
| Kepler-41b               | 0.56                  | 1.29      | 1.8555582                | 0.03101                  | 1790      | Trânsito                    | 3680           | 1.15                      | 5750                           | [ 56 ] |
| Kepler-42b               |                       | 0.07      | 1.2137672                | 0.0116                   | 519       | Trânsito                    | 126.23         | 0.13                      | 3068                           | [ 37 ] |
| Kepler-42c               |                       | 0.065     | 0.45328509               | 0.006                    | 720       | Trânsito                    | 126.23         | 0.13                      | 3068                           | [ 37 ] |
| Kepler-42d               |                       | 0.051     | 1.865169                 | 0.0154                   | 450       | Trânsito                    | 126.23         | 0.13                      | 3068                           | [ 37 ] |
| Kepler-43 b              | 3.23                  | 1.219     | 3.0240949                | 0.046                    | 1620      | Trânsito                    | 3379           | 1.32                      | 6041                           | [ 44 ] |
| Kepler-44b               | 1.0                   | 1.09      | 3.2467293                | 0.0446                   | 1544      | Trânsito                    | 4009           | 1.12                      | 5800                           | [ 44 ] |
| Kepler-45b               | 0.505                 | 0.96      | 2.455239                 | 0.03                     | 1000      | Trânsito                    | 1086           | 0.59                      | 3820                           | [ 54 ] |
| Kepler-70b               | 0.0014                | 0.068     | 0.240104                 | 0.006                    |           | Modulação de brilho orbital | 3849           | 0.5                       | 27730                          | Controverso |
| Kepler-70c               | 0.0021                | 0.077     | 0.342887                 | 0.0076                   |           | Modulação de brilho orbital | 3849           | 0.5                       | 27730                          | Controverso |
| MOA-2009-BLG-266Lb       | 0.033                 |           | 2774                     | 3.2                      |           | Microlente                  | 9900           | 0.56                      |                                | [ 58 ] |
| Nu2 Lupi b               | 0.0145                | 0.132     | 11.57779+0.00091 −0.0011 | 0.0969+0.0019 −0.0017    |           | Vel. radial                 | 47.85±0.07     | 0.87±0.04                 | 5664±61                        | [ 21 ] |
| Nu2 Lupi c               | 0.0355                | 0.233     | 27.5909+0.0028 −0.0031   | 0.1729+0.0034 −0.0030    |           | Vel. radial                 | 47.85±0.07     | 0.87±0.04                 | 5664±61                        | [ 21 ] |
| Nu2 Lupi d               | 0.0278                | 0.229     | 107.245±0.050            | 0.425±0.012              |           | Vel. radial                 | 47.85±0.07     | 0.87±0.04                 | 5664±61                        | [ 21 ] |
| NY Vir (AB) b            | 2.3                   |           | 3160                     | 3.3                      |           | Tempo                       | 1800           | 0.6                       | 33000                          | Planeta circumbinário |
| NY Vir (AB) c            | 4.49                  |           | 9861.75                  | 7.54                     |           | Tempo                       | 1800           | 0.6                       | 33000                          | Planeta circumbinário |
| PSR J1719-1438 b         | 1.2                   |           | 0.09070629               | 0.0044                   |           | Tempo                       | 3914           | 1.4                       | 4500                           | Período orbital mais curto que qualquer exoplaneta conhecido                                                                |
| Qatar-2 b                | 2.494                 | 1.254     | 1.33711647               | 0.02153                  | 1344      | Trânsito                    | 594.67         | 0.74                      | 4645                           | [ 62 ] |
| TrES-5                   | 1.79                  | 1.194     | 1.48224686               | 0.02459                  | 1480      | Trânsito                    | 1188           | 0.9                       | 5171                           | [ 63 ] |
| UZ Fornacis b            | 6.3                   |           | 5840                     | 5.9                      |           | Tempo                       | 781.5          | 0.7                       | 5286                           | Falso positivo |
| UZ Fornacis c            | 7.7                   |           | 1916.25                  | 2.8                      |           | Tempo                       | 781.5          | 0.7                       | 5286                           | Não confirmado em 2020 |
| WASP-35b                 | 0.72±0.06             | 1.32±0.03 | 3.16158                  | 0.04317                  |           | Trânsito                    | 663.39         | 1.05                      | 5990                           | [ 17 ] |
| WASP-39b                 | 0.28                  | 1.27      | 4.055259                 | 0.0486                   | 1166      | Trânsito                    | 750.18         | 0.93                      | 5400                           | Nome próprio Bocaprins |
| WASP-43b                 | 1.78                  | 0.93      | 0.813475                 | 0.0142                   | 1427      | Trânsito                    | 260.93         | 0.58                      | 4400                           | [ 65 ] |
| WASP-44b                 | 0.87                  | 1.1       | 2.423804                 | 0.03453                  | 1337      | Trânsito                    | 1201           | 0.94                      | 5420                           | [ 66 ] |
| WASP-45b                 | 0.964                 | 0.946     | 3.126089                 | 0.03963                  | 1153      | Trânsito                    | 693.04         | 0.85                      | 5150                           | [ 66 ] |
| WASP-46b                 | 1.91                  | 1.174     | 1.43036763               | 0.02335                  | 1636      | Trânsito                    | 1237           | 0.83                      | 5600                           | [ 66 ] |
| WASP-48b                 | 0.8                   | 1.5       | 2.14363                  | 0.03444                  | 2035      | Trânsito                    | 1501           | 0.88                      | 5920                           | [ 17 ] |
| WASP-50 b                | 1.4688                | 1.166     | 1.9551                   | 0.0293                   | 1395      | Trânsito                    | 606.08         | 0.89                      | 5400                           | Nome próprio Maeping |
| WD 0806-661 b            | 7.5                   |           |                          | 2500                     | 323       | Imagem direta               | 62.62          | 0.62                      | 9552                           | Anã sub-marrom de Classe-Y                                                                                                  |

## Listas específicas de exoplanetas
- Listas de exoplanetas
- Lista de exoplanetas descobertos antes de 2000 (32)
- Lista de exoplanetas descobertos entre 2000-2009 (379)
- Lista de exoplanetas descobertos em 2010 (109)
- Lista de exoplanetas descobertos em 2011 (179)
- Lista de exoplanetas descobertos em 2012 (149)
- Lista de exoplanetas descobertos em 2013 (151)
- Lista de exoplanetas descobertos em 2014 (878)
- Lista de exoplanetas descobertos em 2015 (151)
- Lista de exoplanetas descobertos em 2016 (1.513)
- Lista de exoplanetas descobertos em 2017 (158)
- Lista de exoplanetas descobertos em 2018 (306)
- Lista de exoplanetas descobertos em 2019 (172)
- Lista de exoplanetas descobertos em 2020 (264)
- Lista de exoplanetas descobertos em 2021 (242)
- Lista de exoplanetas descobertos em 2022 (314)
- Lista de exoplanetas descobertos em 2023 (75)
- Lista de exoplanetas potencialmente habitáveis
- Lista de nomes próprios de exoplanetas
- Lista de sistemas multiplanetários
- Lista dos primeiros exoplanetas
- Lista de exoplanetas extremos
- Lista de exoplanetas descobertos usando a sonda Kepler
- Lista de exoplanetas observados durante a missão K2 do Kepler
- Lista de candidatos de exoplanetas para água líquida
- Lista dos exoplanetas mais próximos
- Lista de candidatos a exoplaneta terrestres mais próximos
- Lista de exoplanetas em trânsito